# 紺屋田町
紺屋田町（こんやだちょう）は愛知県瀬戸市古瀬戸連区の町名。丁番を持たない単独町名である。

## 地理
- 瀬戸市の中央部に位置する[8]。西を東印所町、北を暁町・品野町、東を五位塚町、南を西古瀬戸町・古瀬戸町・須原町と隣接している[8]。
- 南東部を国道が通り、自動車学校や幼稚園がある[8]。窯業原料の工場が分布する[8]。

### 河川
- 紺屋田川（瀬戸川支流） ： 町の東端部から南端部にかけて、五位塚町・西古瀬戸町との境界付近を南流している。
- 西紺屋田川（紺屋田川支流） ： 町の中央部から南東部にかけて南流し、南東端で紺屋田川に注ぎ込んでいる。

- 紺屋田川（紺屋田町内）
- 西紺屋田川（紺屋田町内）
- 紺屋田川と西紺屋田川の合流点[注釈 1]

### 学区
市立小・中学校に通う場合、学区は以下の通りとなる。また、公立高等学校普通科に通う場合の学区は以下の通りとなる。
| 番・番地等 | 小学校                 | 中学校                 | 高等学校 |
| ---------- | ---------------------- | ---------------------- | -------- |
| 全域       | 瀬戸市立にじの丘小学校 | 瀬戸市立にじの丘中学校 | 尾張学区 |

## 歴史

### 町名の由来
かつてこの地に紺屋田池があり、そこに流れ込む川を紺屋田川と称したことによるとされる。紺屋田は、紺屋の白袴の例えから、人手が入らずいつも荒れている田を表現した地名と推察される。

### 沿革
- 1942年（昭和17年）1月9日 - 瀬戸市大字瀬戸字紺屋田の一部により、同市紺屋田町として成立[2]。

## 世帯数と人口
2025年（令和7年）2月1日現在の世帯数と人口は以下の通りである。
| 町丁     | 世帯数  | 人口  |
| -------- | ------- | ----- |
| 紺屋田町 | 278世帯 | 443人 |

### 人口の変遷
国勢調査による人口の推移
| 1995年（平成7年）  | 581人 | [ 13 ] |  |
| 2000年（平成12年） | 553人 | [ 14 ] |  |
| 2005年（平成17年） | 646人 | [ 15 ] |  |
| 2010年（平成22年） | 613人 | [ 16 ] |  |
| 2015年（平成27年） | 572人 | [ 17 ] |  |
| 2020年（令和2年）  | 540人 | [ 18 ] |  |

### 世帯数の変遷
国勢調査による世帯数の推移。
| 1995年（平成7年）  | 202世帯 | [ 13 ] |  |
| 2000年（平成12年） | 200世帯 | [ 14 ] |  |
| 2005年（平成17年） | 227世帯 | [ 15 ] |  |
| 2010年（平成22年） | 233世帯 | [ 16 ] |  |
| 2015年（平成27年） | 239世帯 | [ 17 ] |  |
| 2020年（令和2年）  | 228世帯 | [ 18 ] |  |

## 交通

### 鉄道
町内に鉄道は走っていない。最寄り駅は、名鉄瀬戸線尾張瀬戸駅になる。

### バス
名鉄バス「しなの線（瀬戸北線）」
- 【1】【1H】【2】【2H】【3】【4】瀬戸駅前 - 古瀬戸 - しなのバスセンター - 上品野 系統 ： 伍位塚バス停（瀬戸駅前方面乗り場）[注釈 2]

- 伍位塚バス停

### 道路
国道248号・国道363号（重複区間） ：  町の東部を南北に通っている。
- 国道248号・363号標識（紺屋田町内）

## 施設
- 瀬戸自動車学校[8] ： 普通自動車・自動二輪車の運転免許を取得可能[19]。
- 瀬戸ひなご幼稚園[8] ： 1965年（昭和40年）開園[20]。学校法人 神戸学園が運営する私立幼稚園。「明るく元気よくのびのびと」を教育目標に掲げている[21]。2023年（令和5年）5月1日現在の園児数は179人、教職員数は20人[22]。
- 瀬戸樹の里 ： 社会福祉法人 樹の里が運営する。特別養護老人ホーム・デイサービス・グループホームなどが併設されている[23]。

- 瀬戸自動車学校
- 瀬戸ひなご幼稚園
- 瀬戸樹の里

## その他

### 日本郵便
- 郵便番号 : 489-0035[6]（集配局：瀬戸郵便局[24]）。